# Max Bell Centre

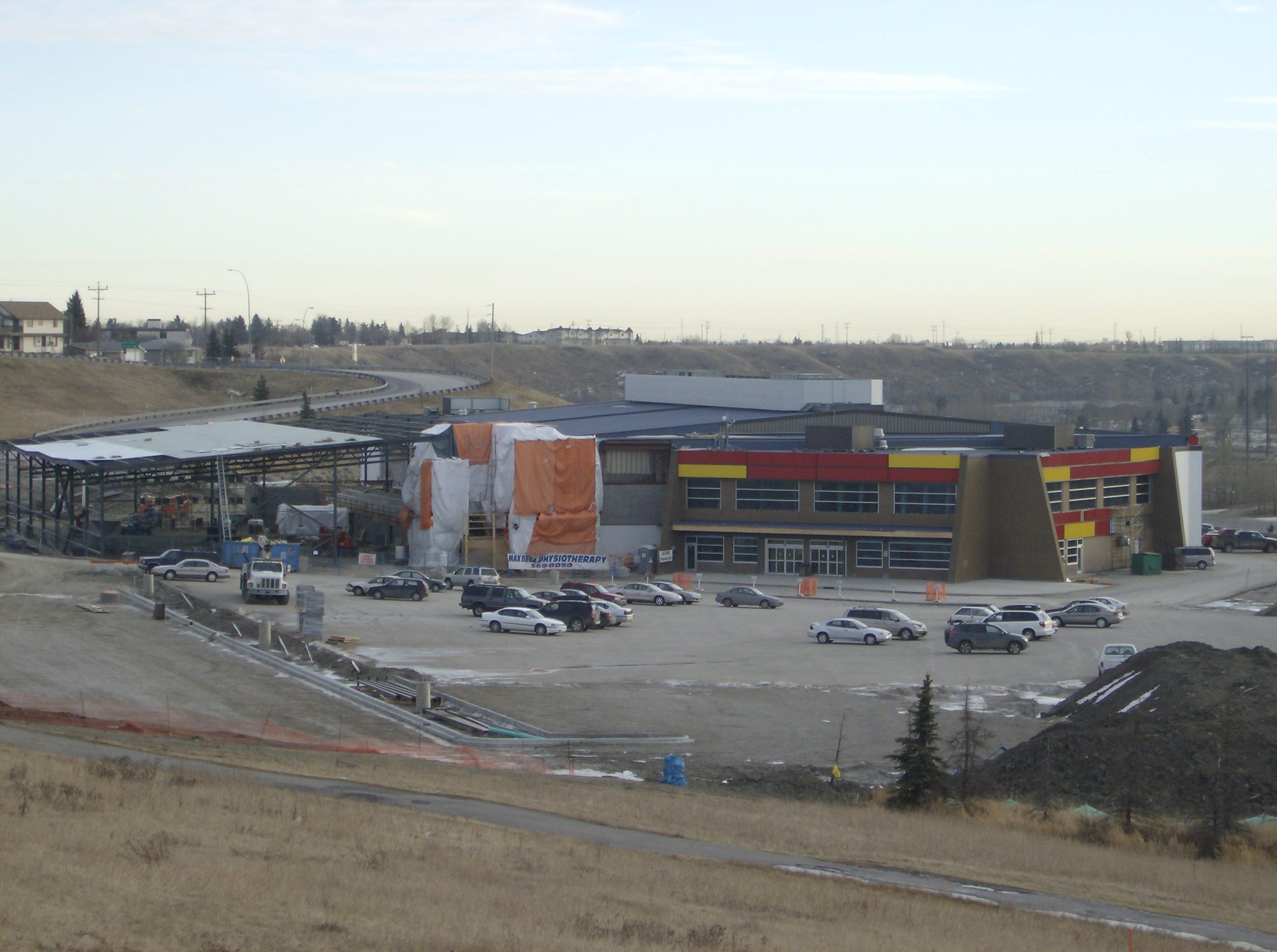
Vista exterior del Max Bell Centre.

El Max Bell Centre o Max Bell Arena és una pavelló cobert situat a la ciutat de Calgary (Alberta, Canadà) que acull competicions d'hoquei sobre gel. Té una capacitat per a 2.121 persones assegudes, podent-se ampliar fins a 3.000 assistents drets. Rep el nom de George Maxwell Bell, un filantrop que ajudà a la construcció de l'edifici.
Durant els Jocs Olímpics d'Hivern de 1988 realitzats a Calgary allotjà la competició de curling i Short Track. Actualment és la seu permanent dels Calgary Canucks, equip d'hoquei sobre gel júnior.